# Renaissance (recueil de poèmes)
Pour les articles homonymes, voir Renaissance (homonymie).
Renaissance est un recueil de poèmes de Michel Houellebecq paru en 1999 chez Flammarion. Comme Le Sens du combat (1996) publié précédemment, ce recueil est divisé en quatre parties. Il sera réédité en format poche aux éditions J'ai lu en 2000 sous le titre Poésies qui réunit également Le sens du combat et La Poursuite du bonheur (1992).

## Table
- I
- II
- III
- IV

## Éditions
- Renaissance, Paris, Flammarion, 1999, 120 p.  (ISBN 2-08-067753-5)
  - Paris, Le Grand livre du mois, 1999, 120 p.  (ISBN 2-7028-3900-2)
  - Poésies, réunit : Le Sens du combat ; La Poursuite du bonheur ; Renaissance, Paris, Éditions J'ai lu, « Nouvelle génération », 2000, 316 p.  (ISBN 2-290-30721-1)